# 후지에다역
후지에다역(일본어: 藤枝駅 후지에다에키[*])은 일본 시즈오카현 후지에다시에 있는 도카이 여객철도의 철도역이다.

## 역 구조
2면 3선 구조의 지상역이다. 1번선은 예비용이며, 2·3번선이 본선이다. 1번선은 홈라이너가 통과할 때 일부 열차가 대피하기 위하여 사용한다.
역장과 역무원이 배치된 직영역으로, 로쿠고역을 관리한다.

### 승강장
| 1·2 | ■ 도카이도 본선 | 시즈오카 · 누마즈 방면   |
| 3   | ■ 도카이도 본선 | 하마마쓰 · 도요하시 방면 |

## 역사
- 1889년 4월 16일 - 관설철도 (뒷날의 일본국유철도) 시즈오카 역 ~ 하마마쓰 역 구간의 개통과 동시에 개업.
- 1987년 4월 1일 - 민영화에 따라 도카이 여객철도의 소속이 되었다.
- 2008년 3월 1일 - TOICA의 사용이 개시되었다.

## 인접역
| 도카이 여객철도 도카이도 본선   | 도카이 여객철도 도카이도 본선 | 도카이 여객철도 도카이도 본선 |
| ------------------------------- | ----------------------------- | ----------------------------- |
| 니시야이즈 시즈오카·아타미 방면 | ■ 도카이도 본선               | 로쿠고 하마마쓰·도요하시 방면 |